# Ipomoea malpighipila
Ipomoea malpighipila är en vindeväxtart som beskrevs av O'donell. Ipomoea malpighipila ingår i släktet praktvindor, och familjen vindeväxter. Inga underarter finns listade i Catalogue of Life.